# Cartilage de Meckel
Les cartilages de Meckel sont des éléments cartilagineux issus du premier arc branchial.

## Évolution embryologique
L'ossification de l'extrémité dorsale du cartilage de Meckel donne le marteau et l'enclume.
Son extrémité ventrale donne avec son symétrique la symphyse de la mandibule et s'ossifie pour former la partie de la mandibule qui contient les incisives.
La partie intermédiaire du cartilage disparaît.
La partie immédiatement adjacente au marteau est remplacée par une membrane fibreuse, qui constitue le ligament sphéno-mandibulaire.

## Historique
Johann Friedrich Meckel (dit Meckel le Jeune) découvrit ce cartilage en 1820.

## Évolution
Le cartilage de Meckel est un élément de cartilage à partir duquel les mandibules des vertébrés ont évolué.
À l'origine, chez les premiers poissons, c'était le plus bas des deux cartilages qui soutenait le premier arc branchial. Puis il s'est allongé et renforcé et a acquis des muscles capables de fermer la mâchoire en développement.
Chez les premiers poissons et chez les chondrichtyens (poissons cartilagineux tels que les requins ), le cartilage de Meckel est resté le composant principal de la mâchoire inférieure.
Mais dans les formes adultes des ostéichthyens (poissons osseux) et de leurs descendants ( amphibiens, reptiles, oiseaux, mammifères ) le cartilage de l'embryon s'ossifie.
Chez tous les tétrapodes, ce cartilage s'ossifie partiellement et devient l'os articulaire, qui fait partie de l'articulation de la mâchoire chez tous les tétrapodes à l'exception des mammifères.
Dans certains groupes de mammifères éteints comme les eutriconodontes, le cartilage de Meckel reliait encore les os de l'oreille à la mâchoire.

## Galerie

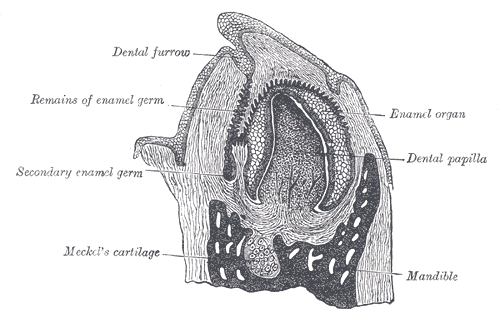
Coupe verticale de la mandibule d'un fœtus humain précoce (X25).